# Târsa, Mehedinți
Târsa este un sat în comuna Stângăceaua din județul Mehedinți, Oltenia, România.